# Alec Cunningham-Reid
Alec Stratford Cunningham-Reid (20 avril 1895 - 26 mars 1977), connu dans sa jeunesse sous le nom de Alec Stratford Reid, est un as de l'aviation britannique pendant la Première Guerre Mondiale crédité de sept victoires aériennes. Après la guerre, il entre en politique sous l'étiquette du Parti conservateur, et est député de 1922 à 1945.

## Jeunesse et Première Guerre Mondiale
Alec Stratford Cunningham-Reid naît dans le Norfolk. Il est le fils du révérend Arthur Morse Reid et de son épouse Agnes Celina Flower (1861-1941), une sœur d'Archibald Dennis Flower (en).
Il s'engage dans le Corps of Royal Engineers pendant la Première Guerre mondiale et est nommé sous-lieutenant avant d'être transféré dans le Royal Flying Corps. En août 1918, Alec est décoré de la Distinguished Flying Cross. Entre le 16 juin et le 3 juillet 1918, Cunningham-Reid remporte 7 victoires aériennes au sein du No. 85 Squadron RAF, ce qui lui permet de devenir officiellement un as. Il est également un balloon-buster, puisque sa première victoire fut la destruction d'un ballon d'observation allemand.

## Carrière politique
Lors des élections générales de 1922 , Cunningham-Reid se présente comme candidat conservateur dans la circonscription de Warrington, détenue historiquement par les conservateurs, et où le député en place, Harold Smith (en), prend sa retraite. Il remporte le siège avec une majorité confortable face au candidat travailliste. Cependant, lors des élections suivantes (1923), la candidature d'un libéral fait perdre son siège à Cunningham-Reid, au profit du travailliste Charles Dukes.
Les libéraux de Warrington n'ayant pas présenté de candidat aux élections de 1924, ni lors des années suivantes, Reid est réélu à la Chambre des communes cinq années consécutives. En 1929, il ne se représente pas à Warrington, mais à Southampton, dans une circonscription où les deux membres en place sont des conservateurs qui ne se représentent pas. Alec Cunningham-Reid est cependant battu.
Il revient à la chambre des communes en 1932, lorsque Rennell Rodd démissionne de son mandat. Des élections partielles se tiennent alors dans sa circonscription du centre de Londres, à St Marylbone, à l'issue desquelles Cunningham-Reid est élu avec une faible majorité (4,6 % des voix). Il accroît cependant sa majorité lors des années suivantes et conserve ce siège pendant 13 ans.
Le 28 juillet 1943, Cunningham-Reid est impliqué dans une bagarre dans le hall de la Chambre des Communes avec son collègue conservateur Oliver Locker-Lampson. Le deuxième aurait accusé le premier d'avoir fui Londres lors du Blitz, tandis que Cunningham-Reid prétend être parti pour un voyage de 14 semaines avant le début des bombardements. L'affaire est réglée par des excuses publiques, mais l'altercation fait la une des journaux, jusqu'aux Etats-Unis.
Lors des élections générales de 1945, Cunningham-Reid perd le soutien officiel du parti conservateur, au profit de Wavell Wakefield, ancien capitaine de l'équipe nationale anglaise de rugby à XV. L'ancien as fait piètre figure, terminant troisième avec seulement 11 % des voix. Wavell remporte le siège avec une majorité confortable sur le candidat travailliste arrivé en deuxième position.

## Vie privée
Alex Cunningham-Reid est marié deux fois. Il épouse Mary Cholmondeley (en) le 12 mai 1927. Fille du lieutenant-colonel Wilfrid Ashley et d'Amalia Mary Maud Cassel, il s'agit d'une héritière riche à millions. Le couple a deux enfants : Michael Duncan Alec Cunningham-Reid (1928-2014) et Noel Robert Cunningham-Reid (1930-2017). Ils divorcent en 1940, et Cunningham-Reid intente un procès pour obtenir la moitié des 400 000 dollars de revenus annuels qu'il percevait sur la fortune de sa femme lors de leur vie conjugale.
En 1944, il épouse en secondes noces Angela Williams, mais le couple divorce vers 1949. Pendant la Deuxième Guerre mondiale, il entretient une liaison avec l'héritière américaine Doris Duke.
Cunningham-Reid décède à Valbonne, en France, le 26 mars 1977.